# 코닥 포토 스팟

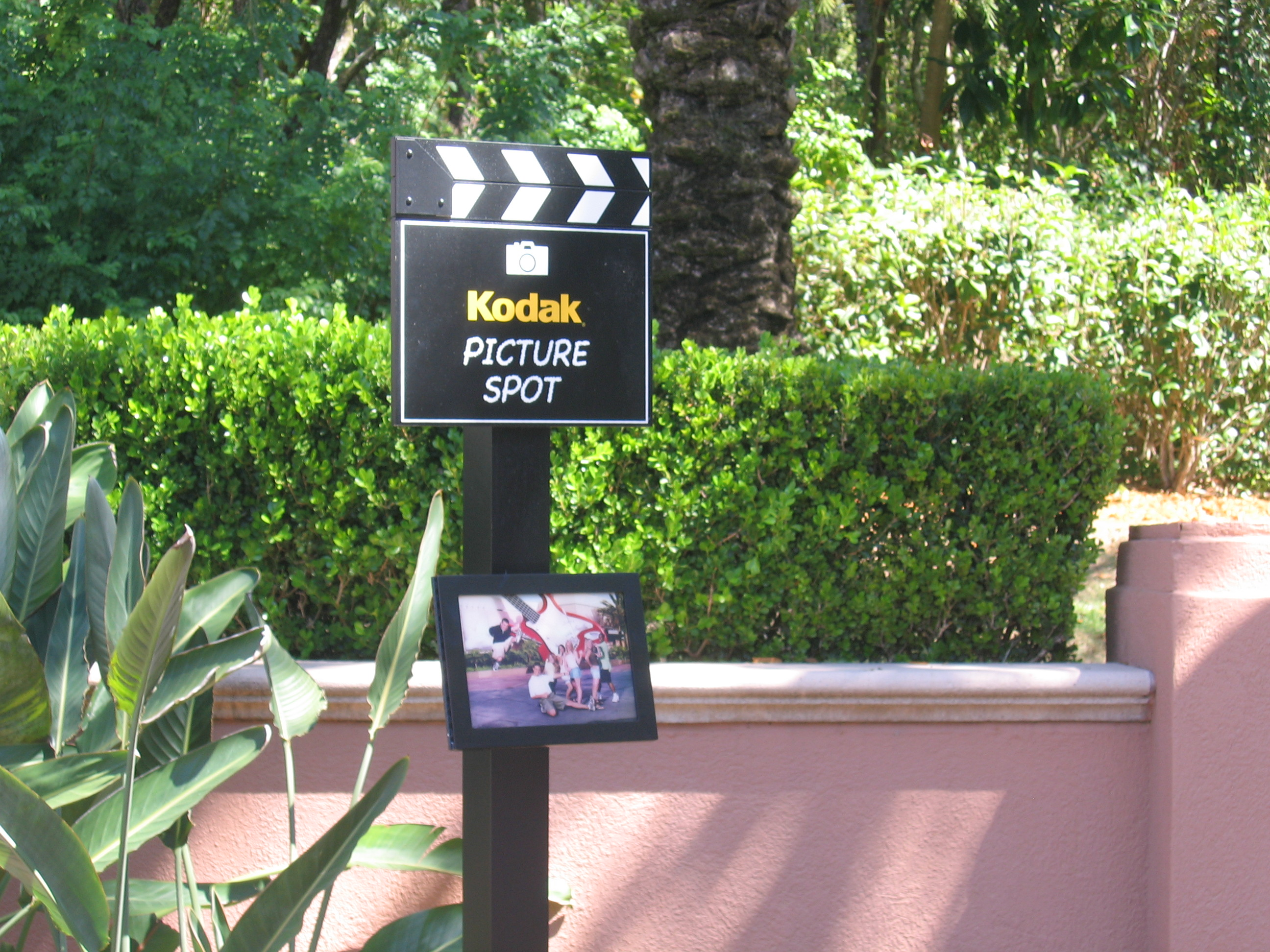

코닥 포토 스팟(Kodak Photo Spot) 또는 코닥 픽처 스팟(Kodak Picture Spot)이나 코닥 포토 포인트(Kodak Photo Point)는 코닥이 협찬하는 표지판으로 사진을 촬영하는 데 적당한 장소를 추천하는 곳에 세운다. 주로 관광지나 디즈니 테마 파크 등에서 볼 수 있다.
보통 표지판의 내용은 "이곳은 여러 유명 사진가들이 당신이 이곳을 방문한 이야기를 대신 전해줄 수 있는 사진을 촬영하는 데 적당한 장소로 추천한 곳입니다."이다.